# Прієдор
Прієдо́р (серб. Приједор, Prijedor) — місто в Боснії і Герцеговині. Адміністративний центр однойменої громади і мезорегіона Прієдор. Населення становить 34 635 чоловік (1991). Місто розташовано у північній частині Республіки Сербської, на берегах річки Сани.
Місто увійшло до складу Республіки Сербської після підписання Дейтонської угоди 14 грудня 1995 року.

## Фотогалерея

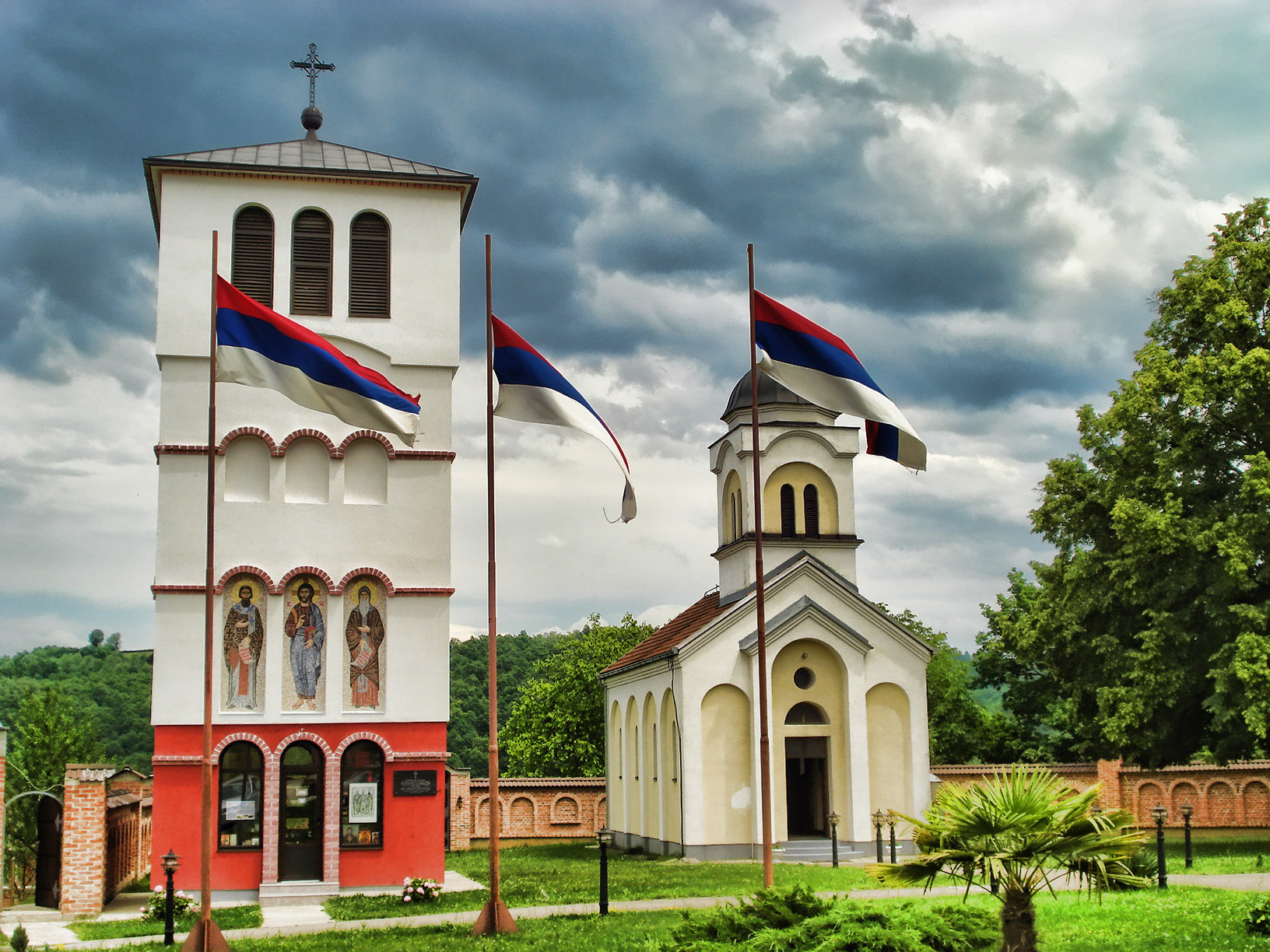
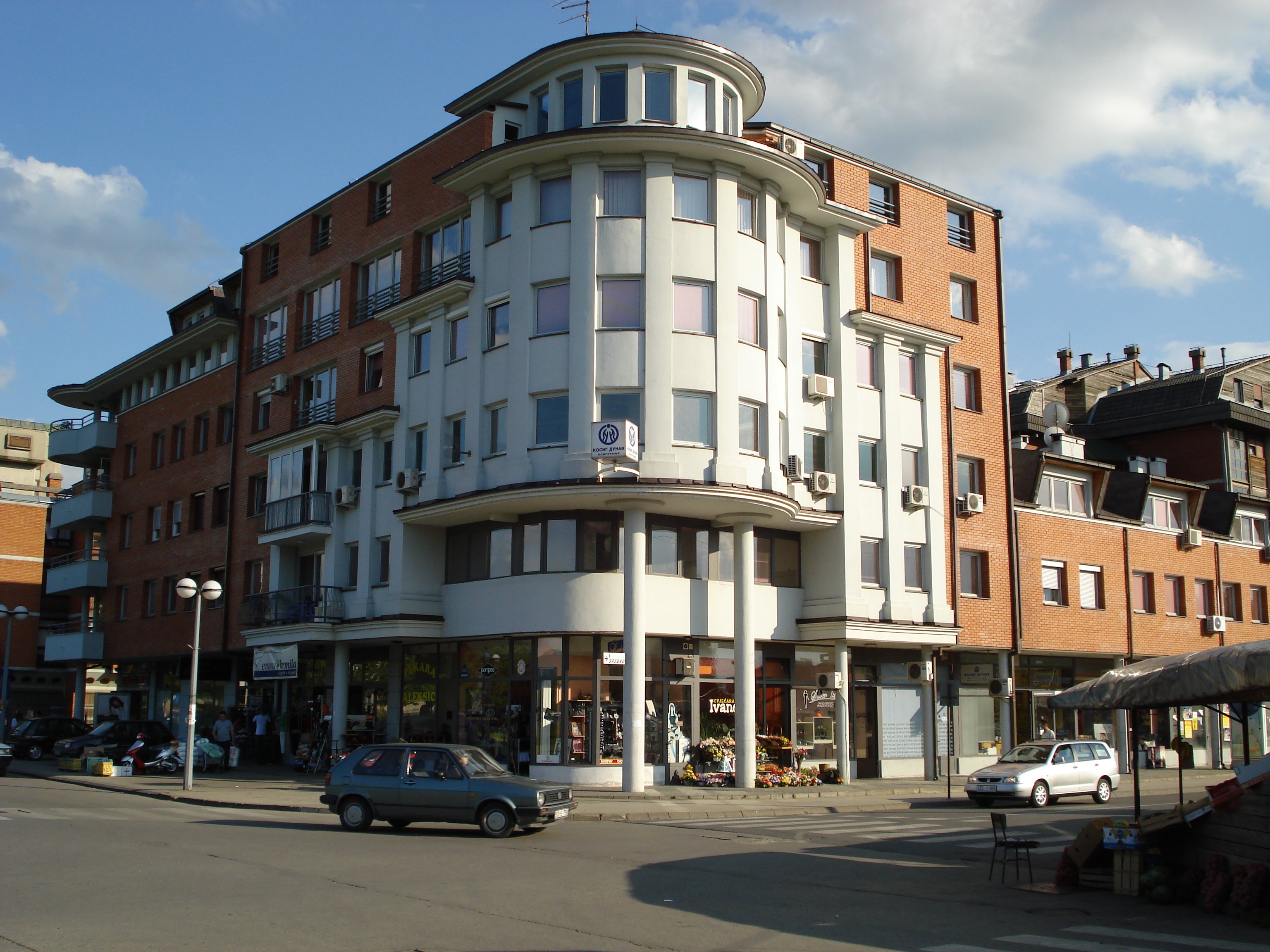
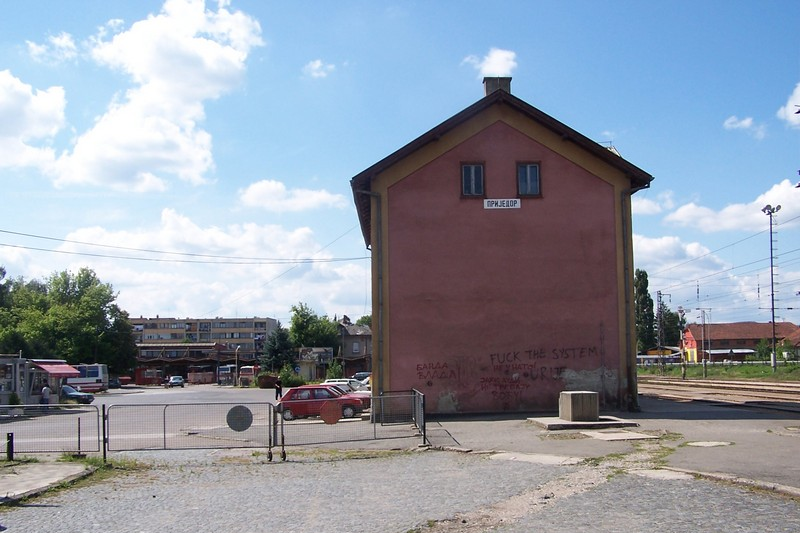
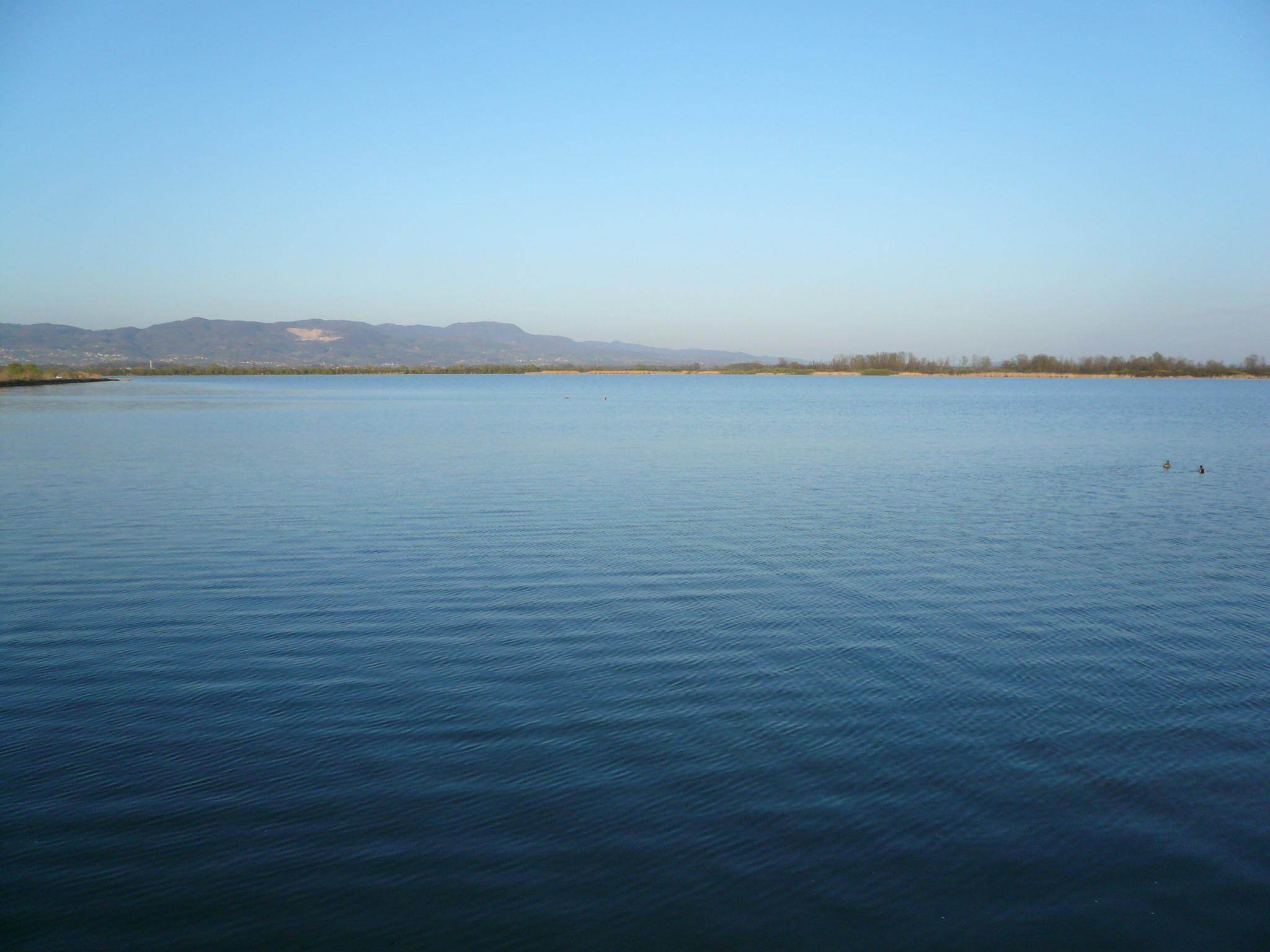

## Міста-побратими
- — Маніса
- — Панчеве
- — Кікінда
- — Неаполіс
- — Сунд